# Тренто
Тренто (итал. Trento, лат. Tridentum) град је у северној Италији. Тренто је највећи град и управно средиште покрајине Трентино-Јужни Тирол, као и управно средиште истоименог округа Тренто.
Тренто је историјски познат по Тридентском сабору, као важном догађају у историји Римокатоличке цркве.
Као и цела покрајина Трентино-Јужни Тирол, Тренто је познат у држави као високо развијен град. По последњих проценама квалитета живота Тренто је на првом месту у целој Италији.

## Географија
Тренто се налази у северном делу Италије. Од престонице Рима град је удаљен 600 km северно, а од Болцана, 60 km јужно.

### Рељеф
Тренто се налази у јужном делу алпског предела, у делу са нижим Алпима (тзв. Доломити). Град се сместио у долини реке Адиђе, окружен са запада и истока планинама.

### Клима
Клима у Тренту је континентална клима. Стога су зиме нешто оштрије, а лета блажа него у јужним деловима Италије.
| Клима (Тренто)             | Клима (Тренто) | Клима (Тренто) | Клима (Тренто) | Клима (Тренто) | Клима (Тренто) | Клима (Тренто) | Клима (Тренто) | Клима (Тренто) | Клима (Тренто) | Клима (Тренто) | Клима (Тренто) | Клима (Тренто) | Клима (Тренто) |
| Показатељ \ Месец          | .Јан.          | .Феб.          | .Мар.          | .Апр.          | .Мај.          | .Јун.          | .Јул.          | .Авг.          | .Сеп.          | .Окт.          | .Нов.          | .Дец.          | .Год.          |
| -------------------------- | -------------- | -------------- | -------------- | -------------- | -------------- | -------------- | -------------- | -------------- | -------------- | -------------- | -------------- | -------------- | -------------- |
| Средњи максимум, °C (°F)   | 5,1 (41,2)     | 7,9 (46,2)     | 12,8 (55)      | 17,3 (63,1)    | 21,2 (70,2)    | 25,5 (77,9)    | 28,2 (82,8)    | 27,0 (80,6)    | 23,0 (73,4)    | 16,5 (61,7)    | 9,9 (49,8)     | 5,8 (42,4)     | 28,2 (82,8)    |
| Средњи минимум, °C (°F)    | −1,8 (28,8)    | 0,0 (32)       | 3,6 (38,5)     | 7,1 (44,8)     | 10,7 (51,3)    | 14,4 (57,9)    | 16,6 (61,9)    | 16,1 (61)      | 13,1 (55,6)    | 7,8 (46)       | 3,0 (37,4)     | −0,9 (30,4)    | −1,8 (28,8)    |
| Количина падавина, mm (in) | 58 (22,8)      | 45 (17,7)      | 74 (29,1)      | 68 (26,8)      | 106 (41,7)     | 96 (37,8)      | 76 (29,9)      | 94 (37)        | 79 (31,1)      | 83 (32,7)      | 107 (42,1)     | 59 (23,2)      | 945 (371,9)    |
| [ тражи се извор ]         |                |                |                |                |                |                |                |                |                |                |                |                |                |

### Воде
Кроз градско језгро протиче река Адиђе. 25 km јужно налази се језеро Гарда.

## Историја
Подручје Трента било је насељено још у време праисторије. Верује се да је данашње насеље основано у 4. миленијуму п. н. е. Касније су је освојили Римљани, у 1. веку п. н. е., дајући име овоме граду Тридрнтум (лат. Tridentum), у значењу три брда.
На почетку средњег века стратешки положај дао је Трента донео је неколико бурних векова владавине варварских племена (Готи, Визиготи, Ломбарди, Византинци). После тога град пада под утицај баварских владара. Као је град био важно рудартско средиште у то време бројни околни моћници су се борили за превласт над градом. У овоме су били најбољи месни епископи, који су постепено преузели и световну власт над градом и околином.
У времену 1545-63. десио се Тридентски сабор, којим је одређена борба Римокатоличке цркве против реформације.
Када је Наполеон 1802. године укинуо црквену власт над градом почиње време наглих историјских промена за Падову. Током Наполеонових ратова Тренто је била део његове Краљевине Италије, да би потом била део Баварске, и на крају је припојен Хабзбуршкој монархији и ушао у састав крунске покрајине Тирол. Ово стање остаће следећих сто година. Италијанска већина у граду и околини никада није прихватила власт Хабзбурга.
У Првом светском рату десиле су се овде веома важне промене. Тада је јужно од града било поприште исцрпљујућих борби између војски Италије и Аустроугарске. После рата, Споразумом у Сен Жермену из 1919. јужни део крунске покрајине Тирол са Трентом је придодан Италији. Са овим је било сагласно становништво јужне половине области, насељене Италијанима (за разлику од северним делова).
Првим италијанским послератним уставом била је предвиђена аутономија за тада именовану покрајину Трентино-Алто Адиђе, чији Тренто био главни град, али је спровођење овога било слабо и стално одлагано. Ово питање је заоштрило односе између Италије и Аустрије до мере да је било изнесено пред Уједињене нације 1960. године. У покрајини се међу месним Немцима јавио јак сецесионистички покрет, који је јак и данас. Тренто и његова околина, као подручја насељена етничким Италијанима нису била захваћена овим процесом. У међувремену је аутономија покрајине заживела, што је довело до наглог развоја покрајине. Данас се покрајина Трентино-Јужни Тирол сматра италијанском покрајином са највишим квалитетом живота, а Тренто италијански град са највишим квалитетом живота.

## Становништво
Према резултатима пописа становништва 2011. у општини је живело 114.198 становника.
| 1931.  | 1936.  | 1951.  | 1961.  | 1971.  | 1981.  | 1991.   | 2001.   | 2011.   |
| ------ | ------ | ------ | ------ | ------ | ------ | ------- | ------- | ------- |
| 55.054 | 56.656 | 62.887 | 75.753 | 91.768 | 99.179 | 101.545 | 104.946 | 114.198 |

2008. године. Тренто је имала нешто преко 110.000 становника, што је 2 пута више него пре једног века. Тренто има и знатно приградско подручје, са којим броји дупло више становника.
Град данас има значајан удео имигрантског становништва. 93% становника су грађани Италије. Осталих 7% су досељеници из свих крајева свега, али највише са Балкана.

## Партнерски градови

### Градови побратими
- Швац
- Флис
- Ерголдинг
- Хершинг ам Амерзе
- Нојфарн бај Фрајсинга
- Знојмо

### Партнерски градови
- Приједор
- Славно

## Галерија
- Главни трг и околне грађевине
- Градска катедрала
- Преторијанска палата
- Знаменитост Трента, Кућа са фрескама